# Nicole Harrison
Nicole Harrison (* 30. Juli 1994 bei Perth) ist ein australisches Model.

## Karriere
Harrison begann schon in der Schulzeit mit dem Modeln und verließ Australien bereits mit 16 Jahren, um dem Modelberuf international nachgehen zu können. Ihr letztes Schuljahr verbrachte sie in den USA.
Harrison arbeitet vor allem als Wäsche- und Bademodenmodel, unter anderem für Zalando, Lise Charmel, Danskin, Leonisa, Bras N Things und Anne Cole. Weiter wurde sie engagiert für Marken und Unternehmen wie Emporio Armani und Maybelline, Jenny Packham, sowie für Gwyneth Paltrows Goop, Jets und die italienische Kosmetikfirma Kiko.

## Privatleben
2019 verlobte sich Harrison mit ihrem damaligen Freund James Thomson; die Hochzeit folgte 2021. Im Januar 2023 wurde das Paar Eltern einer Tochter. Harrison lebt mit ihrer Familie in New York.